# War of the Worlds: Annihilation
Pour plus de détails, voir Fiche technique et Distribution.
War of the Worlds: Annihilation est un film de science-fiction américain réalisé par Maximilian Elfeldt, sorti en 2021. Il met en vedettes dans les rôles principaux Arie Thompson, William Baldwin, Noel Gugliemi et Rashod Freelove. Le film a été produit par The Asylum pour Tubi.

## Synopsis
De nombreux météorites tombent du ciel partout dans le monde, libérant une étrange fumée toxique. L’armée, dirigée par le général Skuller (William Baldwin) suppose qu’il s’agit d’une attaque extraterrestre et recherche le combat. Ashlaya Wellish (Arie Thompson), spécialiste des opérations cyber, voit cependant plusieurs failles dans cette théorie, mais ses avertissements sont ignorés. 
Pendant ce temps, son mari Jutta (Michael Marcel) est envoyé en patrouille et leur fils Lucas (Kennedy Porter) est enfermé à l’école, essayant de rendre le bâtiment à l’abri de toute cette substance. Des tentacules géants, des robots et des pillards entrent rapidement en jeu, ainsi qu’un survivaliste nommé Tiago (Noel Gugliemi) et Patlin (Rashod Freelove), un médecin qui a survécu à l’attaque de son hôpital. 
Finalement, Ashlaya et compagnie se retrouvent avec Skuller et ce qui reste des hommes sous son commandement, tandis que Patlin sauve une extraterrestre nommée Gwen (Emree Franklin).

## Distribution
- Arie Thompson[3] : Ashlaya
- William Baldwin : général Skuller
- Noel Gugliemi : Tiago
- Rashod Freelove : Patlin
- Kennedy Porter : Lucas
- Emree Franklin : Gwen
- Michael Marcel : Jutta
- Joseph Michael Harris : Major Stawvak
- Andrew Rogers : O'Brivé
- Bradford Haynes : Capitaine Brennen
- Natalie Daniels : Sue Diazza
- Emma Nasfell : Shanel
- Autumn Harrison : Rachel
- Chris MJ Lee : Crowe
- Jack Pearson : Campbell
- Elise Caton Williams : Sanchez
- Sean Berube : général des Aliens
- Laura Richardson : Monica / Tomeka
- Cedric Houle : Solomon
- Derek Ocampo : Samad
- Wyatt Logan : Valet
- Hal Dion : Robert
- Sharon Desiree : Meghara
- Edmund Kwan : Sean
- Alex LaBonte : sergent Bendis[1]

## Production
Le tournage a eu lieu à Los Angeles, en Californie, aux États-Unis. Le film est sorti le 24 décembre 2021 aux États-Unis, son pays d’origine.

## Réception critique
Voices From The Balcony commente : « Sorti le 23 décembre sans fanfare, publicité ou même page IMDB, War of the Worlds: Annihilation est le dernier film original Tubi. Comme leur premier film original Swim, il a été réalisé pour eux par The Asylum, ce qui devrait faire le bonheur de leurs fans. (..) Contrairement à la plupart des films de The Asylum, War of the Worlds: Annihilation a une longue durée, une heure et cinquante-trois minutes pour être précis. Cela signifie que puisqu’il n’aura pas le budget pour être un spectacle d’effets spéciaux non-stop, il a besoin de toute l’intrigue qu’il peut obtenir pour rester intéressant (...) Les effets spéciaux (...) sont étonnamment bons pour un film de The Asylum. Les effets spéciaux numériques pour les différents vaisseaux extraterrestres et les robots géants de type mecha sont pour la plupart convaincants. Les choses qui ne fonctionnent pas, comme les incendies et les explosions, sont réduites au minimum. La même chose pourrait être dite pour l’intrigue (...) elle (...) fonctionne. [Le film] reste (...) sérieux (...) plus que d’autres films de The Asylum comme Meteor Moon et Devil's Triangle. Bien qu’un peu long, War of the Worlds: Annihilation est un film agréable. »